# Fréchendets
Fréchendets é uma comuna francesa na região administrativa de Occitânia, no departamento dos Altos Pirenéus. Estende-se por uma área de 2,02 km². Em 2010 a comuna tinha 28 habitantes (densidade: 13,9 hab./km²).